# Tractat de Versalles (1783)
El Tractat de Versalles de 1783 va ser signat per les tres nacions: el Regne de França, Espanya i el Regne de la Gran Bretanya. Constituint la contrapart del Tractat de París (1783), signat pels britànics i els membres de les Tretze Colònies dels EUA que havia posat fi a la Guerra d'Independència dels Estats Units. En aquesta guerra els francesos i espanyols hi havien participat al costat dels insurgents.

## Acords d'aquest Tractat de Versalles
Gran BretanyaRestitueix algunes de les possessions que havia adquirit en el Tractat de París de 1763
EspanyaRecupera Menorca i la Florida (però la Gran Bretanya conserva Gibraltar),
França
- Recupera els establiments francesos a l'Índia, vuit "llocs comercials": Balasore, Kassimbazar, Yougdia, Dacca, Patna, Masulipatam, Calicut i Surat.
- Manté l'illa de Gorée i el Senegal i algunes illes de les Antilles (Martinica, Guadalupe, Santa Llúcia i Saint-Pierre i Miquelon.
- Adquireix Tobago al Carib, a més a més.
- Obté la plena sobirania de França sobre Dunkerque, sense cap limitació,
- Obté un dret de pesca que s'estén als bancs de Terranova, a la costa nord-est i l'oest, des del cap Sant Joan fins al cap de Ray.